# 沃林斯克里克 (肯塔基州)
沃林斯克里克（英語：Wallins Creek）是位於美國肯塔基州哈倫縣的一個人口普查指定地區。

## 人口
根據2020年美國人口普查的數據，沃林斯克里克的面積為1.44平方千米，當中陸地面積為1.37平方千米，而水域面積為0.07平方千米。當地共有人口212人，而人口密度為每平方千米147.22人。